# Rein Wolters
Rein Wolters (Rotterdam, 8 mei 1946) is een journalist. Hij werkte vanaf 1959 voor het Vrije Volk en vertrok in 1991 naar fusiekrant het Rotterdams Dagblad. In 2007 is hij vervroegd uitgetreden. In 1999 werd hij onderscheiden met de zilveren Erasmusspeld van de Gemeente Rotterdam voor zijn vele vrijwilligerswerk voor sociale en maatschappelijke doelen. In 2007 werd hij benoemd tot Lid van de Orde van Oranje Nassau. Voorts is hij drager van de gouden Karel de Stoutespeld van de deelgemeente Charlois en kreeg hij in november 2012 de bronzen leg- en draagpenning van de deelgemeente Overschie. 
Wolters is auteur van ondertussen vijftig historisch getinte boeken over Rotterdam, die hij zelf schreef of aan meewerkte.
In 2007 verscheen van zijn hand "Onverbloemd", de autobiografie van Annie de Reuver.